# Exército Russo do Cáucaso
O Exército Russo do Cáucaso (em russo: Росси́йская Кавказскaя армия, transl. Rossíiskaya Kavkazskatya armiya) foi um exército russo que lutou, durante a Primeira Guerra Mundial, na Frente do Cáucaso. O exército se envolveu na Campanha do Cáucaso e na Campanha Persa, e estava sob o comando nominal do governador-geral do Cáucaso, Illarion Vorontsov-Dashkov, no início das hostilidades.
Devido às derrotas na batalha de Tannenberg e na batalha dos lagos Masurianos, os russos reempregaram quase metade de suas forças na frente da Prússia, deixando para trás apenas 65 000 tropas das 100 000 que haviam começado a lutar contra o exército otomano.

## Formação
O Exército Russo do Cáucaso era formado por cem batalhões de infantaria, 117 sotnis (esquadrões de cavalaria) e 256 unidades de armamento pesado, para um total de 100 000 soldados dispostos nas seguintes formações:
- I Exército do Cáucaso: General Bergmann
  - 2 divisões de infantaria
  - 2 brigadas de carabineiros cossacos
  - 1ª Divisão Cáucasa de Cossacos: General Baratov
- II Exército do Turquestão
  - 4 brigadas